# Joensuun Kiekko-Pojat
Le Jokipojat Joensuu est un club de hockey sur glace de Joensuu en Finlande. Il évolue en Mestis, le deuxième échelon finlandais.

## Historique
Le club est créé en 1953.
En 2009, l'équipe s'est rendue aux barrages pour participer à la SM-liiga.

## Palmarès
- Vainqueur de la Mestis: 1989, 1991.
- Vainqueur de la Suomi-sarja: 2004.